# Ptilinopus merrilli
El tilopo de Merrill (Ptilinopus merrilli) es una especie de ave en la familia Columbidae. Es una especie propia de las Filipinas.

## Descripción
Esta especie de paloma tropical mide unos 33 cm de largo. Es un poco más grande que un tórtola de collar, pero su constitución es más compacta. Carece de dimorfismo sexual.
La cabeza , el cuello y el pecho son de color gris claro. Algunos ejemplares tienen una mancha de color rojo en el centro de la corona. El resto de la parte superior del cuerpo es de un tono verde intenso. El pecho está separado por una banda verde oscuro de la zona del vientre. El vientre es de color amarillo cremoso y notablemente más claro que el pecho. Los flancos son de color verde. El pico es color rojo y en el extremo superior posee un tinte amarillo. El iris es rojo. Sus patas son rojizas.

## Distribución y hábitat
Es endémica de las Filipinas.
Su hábitat natural son los bosques bajos húmedos subtropicales o tropicales. Se encuentra amenazada por pérdida de hábitat.